# American Psychologist
American Psychologist mit dem Nebentitel Journal of the American Psychological Association (Abkürzungstitel: Am Psychol) ist eine begutachtete wissenschaftliche Fachzeitschrift, die seit 1946 von der American Psychological Association herausgegeben wird. Sie ist die offizielle Zeitschrift dieses Berufsverbands und erscheint neunmal im Jahr, derzeit bei SAGE Publications. Chefredakteurin ist Anne E. Kazak.
Der Impact Factor lag im Jahr 2016 bei 6,681, der fünfjährige Impact Factor bei 7,329. Damit lag das Journal bei dem Impact Factor auf Rang 7 von insgesamt 128 in der Kategorie „multidisziplinäre Psychologie“.